# Miracle Club de Maouéni
Maillots
Actualités
L'Association sportive Miracle Club de Maouéni (en arabe : جمعية ميراكل كلوب مويني), plus couramment abrégé en Miracle Club, est un club comorien de football et basé à Maouéni sur l'île d'Anjouan.

## Palmarès
| Compétitions nationales                                                                          |
| ------------------------------------------------------------------------------------------------ |
| - Coupe des Comores (1) : - Vainqueur : 2018. - Supercoupe des Comores (1) : - Vainqueur : 2018. |